# Нікопольський кранобудівний завод
UA_type: landmark 47°08′51″ пн. ш. 37°34′33″ сх. д. / 47.14750° пн. ш. 37.57583° сх. д.
Нікопольський кранобудівний завод — колись найбільше підприємство України, що спеціалізується на випуску баштових кранів для промислового, цивільного і гідротехнічного будівництва, а також кранів-лісонавантажувачів для складів і кранів-маніпуляторів. Розташовується в м. Нікополь.
Основна спеціалізація заводу — виробництво підйомно-транспортної техніки, запчастин до неї, випуск нестандартного обладнання, будівельних металоконструкцій, сталевого і чавунного лиття. Підприємство також займається ремонтом і відновленням кранів і старого обладнання, випущеного заводом.
У радянську епоху завод був найбільшим виробником вантажопідйомного обладнання — щорічний випуск становив 1,5 тисячі одиниць техніки. Частина продукції йшла на експорт.
Продукція мала підвищений попит як в Україні, так і за її межами.

## Історія

### Довоєнна історія
Історія підприємства почалася в 1885 році, коли брати Каршевські відкрили у м. Нікополь ковальсько-слюсарну майстерню, яка незабаром перетворилася на невеликий завод із виробництва сільськогосподарського реманенту і машин. До початку XX століття це вже було підприємство, що включає механічний і ливарний цехи, обладнані передовою технікою.

### Радянська епоха
У роки радянської влади завод продовжував будуватися і реконструюватися. Одночасно з проведенням реконструкції освоювалися нові види продукції: транспортери, автонавантажувачі, портальні крани, підвісні конвеєри та інші вироби. У міру розширення заводу ускладнювалися технологічні процеси, розгорталося виробництво нових машин.
У перший день початку німецько-радянської війни працівники заводу взяли участь у мітингу, а в серпні 1941 року устаткування підприємства було евакуйоване у Кіровську область — у місто Білу Холуницю, що за 45 км від найближчої залізничної магістралі. Підприємство зуміло за допомогою місцевих налагодити випуск оборонної продукції . В 1943 році серед підприємств важкого машинобудування країни в соціалістичному змаганні завод посів перше місце. Уже в кінці 1944 року завод повернувся в Нікополь і знову став до ладу.
Починаючи з 1950-х років завод почав освоювати виробництво щоглових підйомників і баштових кранів. Перший дослідний зразок крана Т-128 вантажопідйомністю від 1,5 до 3 тонни був виготовлений в кінці 1950-х років. Наприкінці 1960-х років конструкторським бюро був спроектований кран КБ-674 .
З 1970-х років баштові крани стали основною продукцією підприємства. З 1975 року підприємство брало участь у радянсько-польській програмі, спрямованої на створення телескопічних підйомних кранів на спеціальних шасі автомобільного типу вантажопідйомністю 25, 40, 63 і 100 тонн. В 1979 році заводу було присвоєно нове найменування — «Нікопольський кранобудівний завод».

### Наступники ПО НКЗ. ВАТ «Нікра» і ВО «Кранобудівний завод»
Після розпаду СРСР і до середини 1990-х років завод був серед лідерів на території СНД. Згодом на площах колишнього заводу з'явився цілий ряд юридичних осіб — ЗАТ «Ливарний завод» (колишній ливарний цех заводу), ЗАТ «Механічний завод», ВАТ «Нікра» («Нікопольські крани»), а також створене в 2001 році ВО «Кранобудівний завод». Для відновлення виробництва кранів «Нікра» взяла в АКБ «Технобанк» кредит у розмірі 1,5 млн грн. Кредит був отриманий під заставу приміщень та обладнання. Однак компанія так і не змогла розрахуватися з кредитом і наприкінці 2003 року була ліквідована — постановою Господарського суду Дніпропетровської області. Інша компанія, ВО «Кранобудівний завод», також не змогла налагодити виробництво кранів. У травні 2004 року і вона була ліквідована, попри те, що її заборгованість перед кредиторами не перевищувала 100 тис. грн.
А в серпні 2004 року прокуратурою Дніпропетровської області проти керівництва «Нікри» було порушено кримінальну справу. Розслідування встановило, що 23 серпня 2001 року при отриманні кредиту керівництво компанії надало в банк підроблену інформацію про податкову заставу, а 11 листопада того ж року, підписало c дочірньою компанією договір про відступлення прав запитання повернення грошових коштів у розмірі 2610,7 тис. грн. Останнє спричинило відчуження вже заставленого майна і було скоєно як в порушення чинних законів, так і всупереч інтересам компанії. Збиток державі від дій посадових осіб ВАТ «Нікра» склав 500 тис. грн.

## Сучасна Україна
Після довгих років простою, з 2005 року завод відновив випуск баштових кранів КБ-308 А, КБ-308 М, крана-навантажувача КБ-572 Б, а також КБ-676. В 2006 році спільно з російським ВАТ «Ржевський кранобудівний завод» створена компанія «Українсько-російський кранобудівний завод» , на якому було розгорнуто виробництво повноповоротного самомонтованого крана КБМ-401 П.
На вересень місяць 2014 року завод припинив випускати і реалізовувати будь-яку продукцію. На заводі нараховується менше 50 осіб, включаючи керуючий персонал. Ливарні цехи здані в довгострокову оренду.

## Діяльність

### Керівництво та власники
Власником 99% акцій підприємства є дніпропетровська компанія «IР-МВ».

### Структурні підрозділи
- Цех металоконструкцій
- Механоскладальний цех
- Сталеливарний цех
- Механообробне виробництво з окремими видами унікального обладнання
- Торговий дім «Нікра»
- ЗАТ «Машинобудівний завод»
- ЗАТ «Ливарний завод»
- ЗАТ «Енергетик — НКЗ»
- ДП «Ремонтно-механічний завод»
- ТОВ «Торгова фірма “Сервіс — НКЗ”»
- ДП «Торговий дім»
- НВО «Кранобудівний завод»

У радянську епоху завод мав власне конструкторське бюро, яке займалося проектуванням кранів, які потім випускалися й іншими підприємствами. Крім того, до складу підприємства входили науково-експериментальна лабораторія і випробувальний полігон. Останній був створений спільно з Дніпропетровським інженерно-будівельним інститутом.

### Продукція в різний час
Завод в різний час виробляв: баштові крани з підйомною стрілою з індексом «С» С-981, С-981А, С-981Б і його модифікації з балочною стрілою типу «КБ» моделей - КБ-308 і КБ-308 А; крани-навантажувачі типу «КБ» моделей КБ-572, КБ-572Б; пересувні рейкові баштові крани 6-ї розмірної групи з балочною стрілою КБ-674, КБ-676; крани для будівництва гідротехнічних споруд «КБГС» - 450; стаціонарні приставні баштові висотні крани з балочною стрілою КБ-573 і КБ-675 з висотою підйому до 150 м.

### Показники діяльності
За результатами діяльності у 2007 році чистий дохід становив 13,35 млн грн, а у 2008 році дохід підприємства виріс на 66,3 % до 25,639 млн грн. У 2010 році дохід становив 7,2 млн грн, а прибуток 0,4 млн грн..

### Показники виробництва
За двадцять років підприємством було випущено:
- Понад десять тисяч кранів КБ-306 (С-981).
- Понад чотири тисячі — КБ-308.
- Близько 2300 кранів-лісонавантажувачів баштового типу КБ-572.
- Більше тисячі КБ-674 і його модифікацій (близько 13) — кранів для висотного промислового і цивільного будівництва[6].

### Експорт
- У радянський період підприємство здійснювало поставки продукції як усередині країни, так і на експорт. Підйомні крани поставлялися в Іран, Ірак, Пакистан, В'єтнам, Нікарагуа, Аргентину, а також у країни, що входили в соціалістичний табір[14].

## Конфлікти й проблеми
У вересні 2008 року, в результаті перевірки стану промислової безпеки та охорони праці, органами Держгірпромнагляду були заборонені до експлуатації 9 печей підприємства.

### Банкрутство заводу
У липні 2009 року ПрАТ «НКЗ» вступає в процедуру банкрутства. Ініціатором цієї справи виступав центр «Даор», борги підприємства перед яким перевищували 180 тисяч грн. Загальна сума заборгованостей заводу перед кредиторами на той момент складала 0,5 млн грн. Однак у вересні наступного року ця справа була припинена.
20 липня 2011 року Господарським судом Дніпропетровської області було порушено нову справу про банкрутство підприємства — за заявою дніпропетровської ПП «Анта». Сума вимог до заводу становила 0,7 млн грн. Через півроку, у грудні, ПП «Анта» клопотало про зміну кредитора на інше ПП. Також у грудні 2011 року введена процедура розпорядження майном та призначено арбітражного керуючого.